# Berta Soler
Berta de los Angeles Soler Fernandez (sinh ngày 31 Tháng 7 1963, ở Matanzas, Cuba)  là một nhà bất đồng chính kiến Cuba. Bà là người lãnh đạo hiện tại của Các bà mặc y phục trắng (Ladies in White), một nhóm ban đầu gồm vợ và nữ thân nhân của các tù nhân chính trị thay mặt họ phản đối, từ năm 2011 chuyển đổi thành một nhóm nhân quyền nói chung cởi mở hơn với phụ nữ Cuba. Bà đảm nhận vai trò lãnh đạo sau cái chết của người sáng lập nhóm Laura Pollan. Trong năm 2012, hãng thông tấn AP miêu tả bà là "một trong những bất đồng chính kiến hàng đầu của Cuba".

## Bối cảnh
Soler là một cựu kỹ thuật viên vi sinh tại một bệnh viện Havana. Bà kết hôn với Angel Moya Acosta, một công nhân xây dựng và một nhà bất đồng chính kiến, và có chung với nhau hai người con trai, Luis Angel và Lienys.